# Павлово (Починковский район)
Павлово — деревня в Починковском районе Смоленской области России. Входит в состав Шмаковского сельского поселения. Население — 8 жителей (2007).
Расположена в центральной части области в 34 км к юго-востоку от Починка, в 34 км восточнее автодороги А141 Орёл — Витебск, на берегу реки Дуня. В 30 км западнее деревни расположена железнодорожная станция Энгельгардтовская на линии Смоленск — Рославль.

## История
В годы Великой Отечественной войны деревня была оккупирована гитлеровскими войсками в июле 1941 года, освобождена в сентябре 1943 года.